# Berliner Fußballclub Dynamo 1981-1982
La pagina raccoglie i dati riguardanti la Dinamo Berlino nelle competizioni ufficiali della stagione 1981-1982.

## Stagione
Nella stagione 1981-82 la Dinamo Berlino si confermò per la quarta volta consecutiva campione della Germania Est dopo aver lottato nel girone di andata contro il Magdeburgo e dominato la seconda metà del torneo. In quella stagione la squadra andò inoltre vicina al double, perdendo ai rigori la finale di coppa nazionale contro la Dinamo Dresda (di Backs fu l'errore decisivo). In Coppa dei Campioni la Dinamo Berlino, che aveva dovuto affrontare il turno preliminare contro il Saint-Étienne, interruppe il proprio cammino agli ottavi di finale, dove fu sconfitta dai futuri campioni d'Europa dell'Aston Villa.

## Maglie e sponsor
Alle due divise già esistenti ne viene aggiunta una terza, costituita da una maglia di colore amaranto con strisce bianche orizzontali.
| Manica sinistra · Manica sinistra · Maglietta · Maglietta · Manica destra · Manica destra · Pantaloncini · Calzettoni | Manica sinistra · Maglietta · Maglietta · Manica destra · Pantaloncini · Calzettoni | Manica sinistra · Maglietta · Maglietta · Manica destra · Pantaloncini · Calzettoni |

## Organigramma societario
Area direttiva:
- Presidente:  Erich Mielke

Area tecnica:
- Allenatore:  Jürgen Bogs

## Rosa
| N. |                         | Ruolo | Calciatore           |
| -- | ----------------------- | ----- | -------------------- |
|    | Germania Est (bandiera) | P     | Bodo Rudwaleit       |
|    | Germania Est (bandiera) | P     | Reinhard Schwerdtner |
|    | Germania Est (bandiera) | D     | Michael Noack        |
|    | Germania Est (bandiera) | D     | Artur Ullrich        |
|    | Germania Est (bandiera) | D     | Norbert Trieloff     |
|    | Germania Est (bandiera) | D     | Dirk Schlegel        |
|    | Germania Est (bandiera) | D     | Rainer Troppa        |
|    | Germania Est (bandiera) | D     | Andreas Rath         |
|    | Germania Est (bandiera) | C     | Detlef Halms         |
|    | Germania Est (bandiera) | C     | Frank Terletzki      |
|    | Germania Est (bandiera) | C     | Christian Backs      |
|    | Germania Est (bandiera) | C     | Frank Rohde          |

| N. |                         | Ruolo | Calciatore           |
| -- | ----------------------- | ----- | -------------------- |
|    | Germania Est (bandiera) | C     | Bernd Schulz         |
|    | Germania Est (bandiera) | C     | Bernd Brillat        |
|    | Germania Est (bandiera) | C     | Roland Jüngling      |
|    | Germania Est (bandiera) | C     | Rainer Ernst         |
|    | Germania Est (bandiera) | C     | Lars Petzold         |
|    | Germania Est (bandiera) | C     | Rainer Ernst         |
|    | Germania Est (bandiera) | A     | Olaf Seier           |
|    | Germania Est (bandiera) | A     | Falko Götz           |
|    | Germania Est (bandiera) | A     | Ralf Sträßer         |
|    | Germania Est (bandiera) | A     | Hans-Jürgen Riediger |
|    | Germania Est (bandiera) | A     | Wolf-Rüdiger Netz    |

## Risultati

### Coppa della Germania Est
|  | Freilos | – | BFC Dynamo |  |

|  | Vorwärts Neubrandenburg | 1 – 5 | BFC Dynamo | (9.500 spett.) |

|  | Magdeburgo | 1 – 2 | BFC Dynamo | (13.000 spett.) |

|  | Dinamo Berlino | 5 – 3 | Karl-Marx-Stadt | (4.000 spett.) |

|  | Dinamo Berlino | 2 – 0 | Vorwärts Francoforte | (13.000 spett.) |

| Arbitro: | Hans Kulicke (Olderberg) |

|               |           |              |
| Trautmann 51’ | Marcatori | 85’ Riediger |

### Coppa dei Campioni[1]
| Arbitro: | White |

|           |           |                  |
| Lopez 75’ | Marcatori | 25’ (aut.) Lopez |

| Arbitro: | Fredriksson |

|                       |           |  |
| Netz 39’ Riediger 83’ | Marcatori |  |

| Arbitro: | Barbaresco |

|                         |           |  |
| Schulz 53’ Riediger 60’ | Marcatori |  |

| Arbitro: | Correira |

|                       |           |             |
| Jerkovic 2’, 87’, 22’ | Marcatori | 47’ Ullrich |

| Arbitro: | Wöhrer |

|              |           |                |
| Riediger 50’ | Marcatori | 5’, 85’ Morley |

| Arbitro: | Keizer |

|               |           |  |
| Terletzki 15’ | Marcatori |  |

## Statistiche

### Statistiche di squadra
| Competizione       | Punti | In casa | In casa | In casa | In casa | In casa | In casa | In trasferta | In trasferta | In trasferta | In trasferta | In trasferta | In trasferta | Totale | Totale | Totale | Totale | Totale | Totale | DR  |
| Competizione       | Punti | G       | V       | N       | P       | Gf      | Gs      | G            | V            | N            | P            | Gf           | Gs           | G      | V      | N      | P      | Gf     | Gs     | DR  |
| ------------------ | ----- | ------- | ------- | ------- | ------- | ------- | ------- | ------------ | ------------ | ------------ | ------------ | ------------ | ------------ | ------ | ------ | ------ | ------ | ------ | ------ | --- |
| DDR-Oberliga       | 41    | 13      | 12      | 1       | 0       | 52      | 10      | 13           | 6            | 4            | 3            | 22           | 17           | 26     | 18     | 5      | 3      | 74     | 27     | +47 |
| FDGB Pokal         | -     | 2       | 2       | 0       | 0       | 7       | 3       | 3            | 2            | 1            | 0            | 8            | 3            | 5      | 4      | 1      | 0      | 15     | 6      | +9  |
| Coppa dei Campioni | -     | 3       | 2       | 0       | 1       | 5       | 2       | 3            | 1            | 1            | 1            | 3            | 3            | 6      | 3      | 1      | 2      | 8      | 5      | +3  |
| Totale             | -     | 18      | 15      | 1       | 2       | 67      | 18      | 21           | 13           | 4            | 4            | 54           | 29           | 39     | 28     | 5      | 6      | 114    | 37     | +77 |

### Statistiche dei giocatori
| Giocatore | DDR-Oberliga | DDR-Oberliga | DDR-Oberliga | DDR-Oberliga | FDGB Pokal | FDGB Pokal | FDGB Pokal  | FDGB Pokal | Coppa dei Campioni | Coppa dei Campioni | Coppa dei Campioni | Coppa dei Campioni | Totale   | Totale | Totale      | Totale     |
| Giocatore | Presenze     | Reti         | Ammonizioni  | Espulsioni   | Presenze   | Reti       | Ammonizioni | Espulsioni | Presenze           | Reti               | Ammonizioni        | Espulsioni         | Presenze | Reti   | Ammonizioni | Espulsioni |
| --------- | ------------ | ------------ | ------------ | ------------ | ---------- | ---------- | ----------- | ---------- | ------------------ | ------------------ | ------------------ | ------------------ | -------- | ------ | ----------- | ---------- |
| Backs     | 20           | 5            | ?            | ?            | 5          | ?          | ?           | ?          | ?                  | ?                  | ?                  | ?                  | 25+      | 5+     | ?           | ?          |
| Brillat   | 7            | ?            | ?            | ?            | ?          | ?          | ?           | ?          | 4                  | ?                  | ?                  | ?                  | 11+      | ?      | ?           | ?          |
| Ernst     | 16           | 4            | 3            | ?            | 3          | 3          | ?           | ?          | 4                  | ?                  | ?                  | ?                  | 23       | 7+     | 3+          | ?          |
| Götz      | 6            | ?            | ?            | ?            | ?          | ?          | ?           | ?          | 2                  | ?                  | ?                  | ?                  | 8+       | ?      | ?           | ?          |
| Helms     | 2            | ?            | ?            | ?            | 2          | ?          | ?           | ?          | ?                  | ?                  | ?                  | ?                  | 4+       | ?      | ?           | ?          |
| Jüngling  | 3            | ?            | 1            | ?            | 2          | ?          | ?           | ?          | 2                  | ?                  | ?                  | ?                  | 7        | ?      | 1+          | ?          |
| Netz      | 25           | 12           | ?            | ?            | 5          | 1          | ?           | ?          | 6                  | 1                  | ?                  | ?                  | 36       | 14     | ?           | ?          |
| Noack     | 22           | 2            | 1            | ?            | 3          | ?          | ?           | ?          | 5                  | ?                  | ?                  | ?                  | 30       | 2+     | 1+          | ?          |
| Petzold   | 1            | ?            | ?            | ?            | ?          | ?          | ?           | ?          | ?                  | ?                  | ?                  | ?                  | 1+       | ?      | ?           | ?          |
| Rath      | 2            | ?            | ?            | ?            | ?          | ?          | ?           | ?          | ?                  | ?                  | ?                  | ?                  | 2+       | ?      | ?           | ?          |
| Riediger  | 18           | 10           | ?            | ?            | 5          | 4          | ?           | ?          | 6                  | 3                  | ?                  | ?                  | 29       | 17     | ?           | ?          |
| Rohde     | 7            | ?            | ?            | ?            | ?          | 1          | ?           | ?          | ?                  | ?                  | ?                  | ?                  | 7+       | 1+     | ?           | ?          |
| Rudwaleit | 26           | ?            | ?            | ?            | 5          | ?          | ?           | ?          | 6                  | ?                  | ?                  | ?                  | 37       | ?      | ?           | ?          |
| Schlegel  | 7            | ?            | 1            | ?            | 2          | ?          | ?           | ?          | ?                  | ?                  | ?                  | ?                  | 9+       | ?      | 1+          | ?          |
| Schulz    | 21           | 6            | 1            | ?            | 3          | 1          | ?           | ?          | 6                  | 1                  | ?                  | ?                  | 30       | 8      | 1+          | ?          |
| Seier     | 9            | 1            | ?            | ?            | 1          | ?          | ?           | ?          | ?                  | ?                  | ?                  | ?                  | 10+      | 1+     | ?           | ?          |
| Sträßer   | 26           | 7            | 1            | ?            | 5          | 2          | ?           | ?          | 6                  | ?                  | ?                  | ?                  | 37       | 9+     | 1+          | ?          |
| Terletzki | 24           | 6            | 4            | ?            | 5          | 3          | ?           | ?          | 6                  | 1                  | ?                  | ?                  | 35       | 10     | 4+          | ?          |
| Trieloff  | 26           | 1            | ?            | ?            | 5          | ?          | ?           | ?          | 6                  | ?                  | ?                  | ?                  | 37       | 1+     | ?           | ?          |
| Troppa    | 26           | 12           | 1            | ?            | 5          | 1          | ?           | ?          | 6                  | 1                  | ?                  | ?                  | 37       | 14     | 1+          | ?          |
| Ullrich   | 26           | 7            | ?            | ?            | 5          | ?          | ?           | ?          | 6                  | 1                  | ?                  | ?                  | 37       | 8+     | ?           | ?          |